# Bijelo Brdo (Derventa, BiH)
Bijelo Brdo je naseljeno mjesto u sastavu Grada Dervente, Republika Srpska, BiH.

## Stanovništvo
| Bijelo Brdo        |                |                |                |
| godina popisa      | 1991.          | 1981.          | 1971.          |
| Hrvati             | 1.286 (98,09%) | 1.505 (98,43%) | 1.556 (98,66%) |
| Srbi               | 8 (0,61%)      | 5 (0,32%)      | 5 (0,31%)      |
| Muslimani          | 0              | 0              | 0              |
| Jugoslaveni        | 8 (0,61%)      | 7 (0,45%)      | 0              |
| ostali i nepoznato | 9 (0,68%)      | 12 (0,78%)     | 16 (1,01%)     |
| ukupno             | 1.311          | 1.529          | 1.577          |

## Poznate osobe
- Jakov Jurišić, književni kritičar, pjesnik

## Vanjske poveznice
- Satelitska snimka  Arhivirana inačica izvorne stranice od 14. veljače 2021. (Wayback Machine)
- Derventa